# Gran Hotel París
El Gran Hotel París, también llamado Hostal París, es un hotel en la sede de gobierno de Bolivia, la ciudad de La Paz. Se encuentra sobre uno de los frentes de la Plaza Murillo, la plaza más importante de la ciudad, en la esquina de la calle Ballivián con la calle Bolívar. El edificio en el que se encuentra es de tres pisos, sobre un área de más de 5.000 metros cuadrados. Algunos consideran que este fue el primer hotel de Bolivia, inaugurado en 1913.
Actualmente cuenta con 16 habitaciones totalmente equipadas, con una capacidad para 33 personas por noche, con los servicios de desayuno bufé, calefacción central, agua caliente y otros. Actualmente es dependiente y de propiedad de la Mutual de Servicios al Policía (MUSERPOL).

## Historia
El Gran Hotel París fue construido en el año 1911 por los hermanos españoles Mauri, y fue inaugurado en 1913. El edificio fue declarado Patrimonio Arquitectónico, Urbanístico de la ciudad de La Paz dentro de la categoría A, mediante Ordenanza Municipal, GMLP N° 076/99 del 13 de septiembre de 1999.
Anteriormente el edificio era llamado el cine París, que luego pasó a ser el Gran Hotel París. Mediante el Decreto Supremo 1446 del año 2012, el inmueble pasó a pertenecer a la Policía Nacional de Bolivia y estuvo deshabitado por varios años, hasta que fue relanzado en 2021.